# Atholus scutellaris
Atholus scutellaris är en skalbaggsart som först beskrevs av Wilhelm Ferdinand Erichson 1834.  Atholus scutellaris ingår i släktet Atholus och familjen stumpbaggar. Inga underarter finns listade i Catalogue of Life.